# Гокон Олсруд
Гокон Гренсвен Олсруд (норв. Håkon Grønsveen Olsrud; нар. 11 квітня 1985) — норвезький паралімпійський гірськолижник. Учасник зимових Паралімпійських ігор 2014 та 2018 років. Бронзовий призер зимових Паралімпійських ігор 2018 року на дистанції 20 км вільним стилем.